# Малое Кишнево
Малое Кишнево — деревня в Орехово-Зуевском муниципальном районе Московской области. Входит в состав сельского поселения Горское. Население — 102 чел. (2010).

## География
Деревня Малое Кишнево расположена в северной части Орехово-Зуевского района, примерно в 12 км к юго-западу от города Орехово-Зуево. Высота над уровнем моря 125 м. Ближайшие населённые пункты — деревни Большое Кишнево и Юркино.

## История
В 1926 году деревня входила в Кишневский сельсовет Теренинской волости Орехово-Зуевского уезда Московской губернии.
С 1929 года — населённый пункт в составе Орехово-Зуевского района Орехово-Зуевского округа Московской области, с 1930-го, в связи с упразднением округа, — в составе Орехово-Зуевского района Московской области.
До муниципальной реформы 2006 года Малое Кишнево входило в состав Горского сельского округа Орехово-Зуевского района.

## Население
В 1926 году в деревне проживало 218 человек (99 мужчин, 119 женщин), насчитывалось 50 хозяйств, из которых 46 было крестьянских. По переписи 2002 года — 108 человек (46 мужчин, 62 женщины).
| 1926 | 2002 | 2006 | 2010 |
| ---- | ---- | ---- | ---- |
| 218  | ↘108 | ↘105 | ↘102 |